# Pikonema insigne
Pikonema insigne är en stekelart som först beskrevs av Hartig 1840.  Pikonema insigne ingår i släktet Pikonema, och familjen bladsteklar. Arten är reproducerande i Sverige.